# جودي جرينجر
جودي جرينجر (بالدنماركية: Judy Gringer)‏ هي ممثلة دانمركية، ولدت في 23 يناير 1941 بكوبنهاغن في الدنمارك.

## وصلات خارجية
- جودي جرينجر على موقع IMDb (الإنجليزية)
- جودي جرينجر على موقع ميوزك برينز (الإنجليزية)
- جودي جرينجر على موقع أول موفي (الإنجليزية)
- جودي جرينجر على موقع قاعدة بيانات الأفلام السويدية (السويدية)
- جودي جرينجر على موقع قاعدة بيانات الفيلم (الإنجليزية)